# Gohalli, Mysore
Gohalli là một làng thuộc tehsil Mysore, huyện Mysore, bang Karnataka, Ấn Độ.